# کالاندی
کالاندی (به لاتین: Kalandy) یک منطقهٔ مسکونی در ماداگاسکار است که در ماندریتسارا واقع شده‌است. کالاندی ۱۴٬۰۰۰ نفر جمعیت دارد و ۳۳۷ متر بالاتر از سطح دریا واقع شده‌است.